# Melanargia chlorinda
Melanargia chlorinda är en fjärilsart som beskrevs av Charles Oberthür 1936. Melanargia chlorinda ingår i släktet Melanargia och familjen praktfjärilar. Inga underarter finns listade i Catalogue of Life.